# Ole Gunnar Petersen
Ole Erik Gunnar Petersen (* 30. Dezember 1934 in Frederiksberg) ist ein ehemaliger dänischer Segler.

## Erfolge
Ole Gunnar Petersen nahm mit Hans Fogh an den Olympischen Spielen 1960 in Rom und 1964 in Tokio in der Bootsklasse Flying Dutchman teil. 1960 belegten sie hinter Bjørn Bergvall und Peder Lunde junior aus Norwegen und vor den Deutschen Rolf Mulka und Ingo von Bredow den zweiten Platz. Sie erhielten mit einer Gesamtpunktzahl von 5991 Punkten die Silbermedaille. Vier Jahre darauf verpassten sie als Viertplatzierte knapp einen weiteren Medaillengewinn. Petersen war Mitglied im Hellerup Sejlklub.